# Aham
Aham er en kommune i Landkreis Landshut, i regierungsbezirk Niederbayern i den tyske delstat Bayern. Den er en del af Verwaltungsgemeinschaft Gerzen.

## Geografi
Aham ligger i dalen til floden Vils omkring 25 km øst for Landshut, 16 km syd for Dingolfing og 12 km nordøst for Vilsbiburg.
Kommunen består af de indtil 1971 selvstændige kommuner Aham, Loizenkirchen og Neuhausen.

### Nabokommuner
Aham grænser til disse kommuner:
- Kröning
- Gerzen
- Schalkham
- Frontenhausen (Landkreis Dingolfing)
- Loiching (Landkreis Dingolfing)